# Cristina Pîrv
Cristina Lucreția Pîrv De Godoy, född 29 juni 1972 i Turda, Rumänien är tidigare volleybollspelare (vänsterspiker). Hon har efter sin karriär blivit naturaliserad medborgare i Brasilien
Pîrv debuterade i mycket ung ålder i sin hemstadsklubb, CSŞ Turda, och flyttade sedan som fjortonåring till CS Dinamo București, med vilken han vann två nationella titlar. 1991-92 debuterade hon i italienska Serie A1 med Pallavolo San Lazzaro. Efter att laget åkt ur serien gick hon över till Volley Fano.
Hon gick sedan över till Medinex Reggio Calabria 1995 och spelade med dem i tre år innan hon gick över till Minas Tênis Clube. Under de kommande åren varvade hon spel med de bägge klubbarna. Under 2000/2001 vann Reggio Calabria först mästerskapet, men då Pirv inte anställts korrekt kom förbundet att inte utse någon mästare det året.
Hon började sedan spela med först AGIL Volley och sedan Asystel Volley. Hon sa upp kontraktet med de senare då hon 2004 blev gravid för första gången. Hon lämnade sedan Italien och spelade sedan en säsong med RC Cannes i Frankrike innan hon återvände till Asystel Volley för säsongen 2005/2006. Hon avbröt sin karriär 2006 då en medicinsk undersökning funnit hjärtproblem.
Pîrv gifte sig 25 december 2003 med den brasilianska volleybollspelaren Gilberto de Godoy. Tillsammans har de två barn. Paret skilde sig 2012.